# Olga Nikolajewna Anstej
Olga Nikolajewna Anstej (russisch Ольга Николаевна Анстей, ursprünglich Штейнберг/Steinberg; * 29. Februarjul. / 13. März 1912greg. in Kiew; † 30. Mai 1985 in New York)  war eine russische Schriftstellerin, Lyrikerin und Übersetzerin.

## Leben und Werk
Nach dem Abschluss ihrer Ausbildung am Fremdspracheninstitut im Jahr 1931 arbeitete Olga Nikolajewna Anstej als Sekretärin und Übersetzerin in der chemischen Industrie. Schon seit ihrer Kindheit schrieb sie Gedichte, hatte aber an eine Veröffentlichung ihrer Gedichte in der Sowjetunion nie geglaubt. 1943 verließ sie Kiew zusammen mit dem Lyriker Iwan Elagin, den sie 1937 geheiratet hatte. Über Prag und Berlin kam sie 1946 nach München, veröffentlichte in diesem Jahr ihre ersten Gedichte in Grani und brachte 1949 ihren für lange Zeit einzigen Lyrikband „Dwer w stene“ (Eine Tür in der Wand) heraus, obwohl dieser sehr positiv aufgenommen wurde. Ihre Gedichte erschienen von da an aber regelmäßig in Zeitschriften und Almanachen.
Im Mai 1950 siedelte Olga Nikolajewna Anstej nach New York über, wo ihre Ehe mit Iwan Jelagin geschieden wurde. Von 1951 bis 1972 war Olga N. Anstej als Sekretärin, ab 1960 als Übersetzerin bei der UNO tätig, wirkte aber auch gleichzeitig beim Tschechow-Verlag an der 1954 fertiggestellten und veröffentlichten Klujew-Edition von B. Filippow mit, mit dem sie seit 1949 verheiratet war. 
Neben der eigenen Lyrik machte sie auch dichterische Übersetzungen (u. a. übersetzte sie Rilke, Chesterton und Tennyson und die Erzählungen von Stephen Vincent Benét „The Devil and Daniel Webster“ von 1960).
Ihr zweiter Lyrikband „Na Juru“ (Den Winden ausgesetzt) von 1976 enthält sorgsam ausgewählte Gedichte aus ihrem gesamten Schaffen. Als wichtigstes ihrer literarisch wissenschaftlichen Essays benannte sie „Mysli o Pasternake“ von 1951 (Gedanken über Pasternak).
Olga N. Anstej gelang es ihr inneres Erleben in klare und ausgewogene Verse umzusetzen. Für sie kann es „keine schmerzlose Freude auf dieser Erde geben“, aber sie vermag durch Leid und Hässlichkeit hindurch das Schöne und Gültige aufzunehmen. Der Grundgedanke „Wir sind in den Händen des lebendigen Gottes“ gab ihr die Möglichkeit, die Einsamkeit der verlassenen Frau, den Verlust der Heimat und die Hässlichkeit vieler Menschen nicht nur zu ertragen, sondern positiv zu deuten. 
Insgesamt ist ihre Lyrik beschreibend, erinnernd, reflektierend und verwendet sparsam Wiederholungen und Bilder.

## Werke
- Dwer w stene
- Mysli o Pasternake